# Amy Rossman
Amy Rossman (1946) is een Amerikaanse mycologe. 
Ze behaalde een B.A. in de biologie aan Grinnell College in Grinnell (Iowa). Ze behaalde in 1975 een Ph.D. in de mycologie met het proefschriftThe genus Ophionectria (Ascomycetes, Hypocreales) aan de Oregon State University in Corvallis (Oregon). Na haar promotie ging ze als postdoc aan de slag bij de Cornell University en de New York Botanical Garden waarvoor ze in 1979 en 1980 schimmels verzamelde in de neotropen. Haar speciale aandacht ging hier uit naar onderzoek van de ascomyceten. Ook was ze de nationale mycoloog van Animal and Plant Health Inspection Service, een onderdeel van het United States Department of Agriculture (USDA).
Anno 2009 is Rossman de onderzoeksleider van het Systematic Mycology and Microbiology Laboratory (SMML) in Beltsville (Maryland). Tevens is ze vanaf 1983 directeur en conservator van de U.S. National Fungus Collections (BPI), die gevestigd zijn in het SMML. SMML en U.S. National Fungus Collections maken deel uit van de Agricultural Research Service van het United States Department of Agriculture (USDA). Ze leidt onderzoek naar Hypocreales (met name Calonectria, Nectria en Ophionectria), Diaporthales en andere microfungi die plantenziekten veroorzaken. Ze beheert samen met David Farr een database met gegevens over de schimmelspecimens in de U.S. National Fungus Collections. Ook onderhouden ze een database met gegevens over schimmels die planten als gastheer hebben. Rossman zit in de redactie van het mycologische tijdschrift Studies in Mycology.
Rossman draagt bij aan de gegevens in de Index Fungorum. Ze is lid van de American Institute of Biological Sciences, de International Commission on the Taxonomy of Fungi, de Mycological Society of America en de American Phytopathological Society (APS). Tevens is ze gekozen als Fellow of the American Association for the Advancement of Science (AAAS). 
Rossman ontmoette op een expeditie in 1986 in Frans-Guyana botanicus Christian Feuillet. Ze trouwden in 1988. Het paar heeft een dochter.